# Монткалм (Західна Вірджинія)
Монткалм (англ. Montcalm) — переписна місцевість (CDP) в США, в окрузі Мерсер штату Західна Вірджинія. Населення — 575 осіб (2020).

## Географія
Монткалм розташований за координатами 37°21′10″ пн. ш. 81°15′2″ зх. д. / 37.35278° пн. ш. 81.25056° зх. д. (37.352758, -81.250681).  За даними Бюро перепису населення США в 2010 році переписна місцевість мала площу 7,09 км², з яких 7,05 км² — суходіл та 0,04 км² — водойми.

## Демографія
Згідно з переписом 2010 року, у переписній місцевості мешкало 726 осіб у 297 домогосподарствах у складі 207 родин. Густота населення становила 102 особи/км².  Було 323 помешкання (46/км²).
Расовий склад населення:
| - 97,7 % — білих - 0,8 % — корінних американців - 0,6 % — азіатів - 0,4 % — чорних або афроамериканців |

До двох чи більше рас належало 0,6 %. Частка іспаномовних становила 0,0 % від усіх жителів.
За віковим діапазоном населення розподілялося таким чином: 24,2 % — особи молодші 18 років, 56,9 % — особи у віці 18—64 років, 18,9 % — особи у віці 65 років та старші. Медіана віку мешканця становила 42,8 року. На 100 осіб жіночої статі у переписній місцевості припадало 100,0 чоловіків;  на 100 жінок у віці від 18 років та старших — 97,8 чоловіків також старших 18 років.
За межею бідності перебувало 48,5 % осіб, у тому числі 0,0 % дітей у віці до 18 років та 9,1 % осіб у віці 65 років та старших.
Цивільне працевлаштоване населення становило 200 осіб. Основні галузі зайнятості: будівництво — 24,5 %, транспорт — 21,0 %, науковці, спеціалісти, менеджери — 16,0 %.